# 香山リカのココロの美容液
香山リカのココロの美容液（かやまリカの ココロのびようえき）は、NHKラジオ第1放送とNHKワールド・ラジオ日本で2012年4月6日から2018年3月16日まで、原則として毎週金曜21:30 - 21:55に生放送されたトーク番組である。

## 概要
精神科医の香山リカがラジオのパーソナリティに挑戦するものである。週末の夜のひと時、リスナーから寄せられた女性の悩みに香山が答えつつ、リラックスした雰囲気でのトークと音楽をかける。